# オストラヴァ・スヴィノフ - チェスキー・チェシーン線
オストラヴァ・スヴィノフ - チェスキー・チェシーン線（チェコ語;Železniční trať Ostrava-Svinov – Český Těšín）は、チェコ国鉄の鉄道線の名称である。路線番号は321。
1855年、皇帝フェルディナント北部鉄道により、スヴィノフ - オパヴァ間が開業した。1911年から1914年にかけて、オストラヴァ・フリードラント鉄道により、クンチツェ～チェシーン間が開業した。クンチツェ～スヴィノフ間は1964年の開業。

## 運行形態

### 超特急「レギオジェット(RJ)」
- プラハ - オストラヴァ - ハヴィールジョフ ( - コシツェ )
2時間に1本運行している。オストラヴァ以西は270号線に乗り入れる。一日5往復に限り、ナーヴシー/ズヴォレン/コシツェまで直通し、チェシーン以東は320号線に乗り入れる。
2019年以前は、一日6往復がナーヴシー方面に直通していた。2015年以前は、インターシティ(IC)またはユーロシティ(EC)として運行していた。

### 快速「スピェシニー(Sp)」【平日】
- オパヴァ - スヴィノフ - オストラヴァ - クンチツェ - チェシーン　【平日運行】
平日は1時間に1本運行している（半数がオストラヴァ・ストドルニー - チェシーン間の運行）。クンチツェ以北は、オストラヴァの都心部を経由するため、323号線・270号線経由で316号線に直通する。全列車クンチツェに停車する。
過去の運行形態
2018年以前は、平日のみ2時間に1本の運行であった。また、全列車ホチェブズに停車していた。
2018年末に、ストドルニー - チェシーン間の区間運転が増発された他、休日にもストドルニー - ハヴィールジョフ間で2時間に1本、ハヴィールジョフ以東で一日1往復運行する様になった。
2019年末に、休日の運行が休止となった。
2025年度より、ホチェブズ通過となった。

- 過去の運行系統
  - ブルンタール → スヴィノフ → クンチツェ → フリードラント　【平日運行、夏季を除く】
一日あたり、片道1本のみ運行していた。スヴィノフ以北特急に併結されていた。夏季は休日ダイヤで運行していた。クンチツェ以南は323号線に乗り入れていた。
2019-21年度に運行していた。

### 普通【平日】
- クンチツェ → スヴィノフ → オパヴァ東駅　【平日運行】
一日あたり1本の運行。スヴィノフ以西は316号線に直通する。
2022年以前は一日2本運行していた。

- オパヴァ - スヴィノフ - チェシーン
1時間に1本運行されている。この他、午後に限り、クンチツェ - スヴィノフの系統が1時間に1本運行される。クンチツェ - チェシーン間は、快速と合わせて毎時2本の運行となっている。スヴィノフ～クンチツェの列車は、ハヴィールジョフでチェシーン方面の快速と接続する他、半数がスヴィノフでオパヴァ方面快速と接続する。スヴィノフ以西は316号線に直通する。
過去の運行形態
2018年以前は、毎時1.5本（クンチツェ以西は毎時2本）の運行であった。毎時1本がオパヴァ発着であった。
2019年度より、快速の増発に伴い、クンチツェ以東が毎時1本に減便となった。
2022年度より、スヴィノフ - クンチツェの区間運転が減便され、午後中心の運行となった。
2023年度より、全列車がスヴィノフで系統分離となった。
2025年度より、再びオパヴァへの直通運転を再開した。

### 快速・普通【休日】
- リソホル号：　(オストラヴァ - )スヴィノフ - クンチツェ - オストラヴィツェ
快速。春・夏は一日3往復、秋・冬は一日2往復の運行。うち1往復がオストラヴァ本駅発着となる。スヴィノフ以北は271号線に、クンチツェ以南は323号線に乗り入れる。
2018年末に、オストラヴァ→フレンシタートの片道1本のみで運行を開始した。当時は一日1本で、夏季に限り平日も運行していた。クンチツェにも停車していた。2021年末に、一日2-3往復に増発された他、平日の運行を取りやめた。またクンチツェ通過となった。

- オパヴァ - スヴィノフ - チェシーン
各駅停車。平日同様、1時間に1本運行されている。スヴィノフ以西は316号線に直通する。
2023,24年度は、スヴィノフ以西に直通していなかった。

- 過去の運行系統
  - (トルジネツ → チェシーン - ) ハヴィールジョフ - クンチツェ - ヴィートコヴィツェ - スヴィノフ
2018年以前は、2時間に1本、全区間普通列車として運行していた。東行は各駅停車で、西行のみシェノフとバルトヴィツェを通過していた。一日1往復に限りチェシーンやトルジネツまで直通し、西行1本のみチェシン以東320号線から直通していた。
2019年度に限り、クンチツェ - スヴィノフ間に短縮された。クンチツェ以東は快速の休日運行により代替された。
2019年末に、再びハヴィールジョフまで延伸された。上下ともシェノフ・バルトヴィツェ通過となり、東行は全区間普通、西行はクンチツェ以東のみ快速として運行する様になった。
2020年末に、チェシーン方面直通の1往復を除き、停車駅そのままで全区間普通列車として運行する様になった。
2021年末に休止。

### 臨時列車
- 鉄道の祝日関連ＳＬ（快速） 
蒸気機関車。年1日、ボフミーン → クンチツェ → スヴィノフ → ボフミーン間に一日6本、1時間間隔で運行する。クンチツェ以東、323号線から直通し、スヴィノフ以北は270号線に直通する。途中、ヴィートコヴィツェを通過する。2017年運行。

- オストラヴァの色（普通）
年8日、オストラヴァ中央 → クンチツェ → チェスキー・チェシーン → ナーヴシー間に運行する。うち5日は、2本運行する。クンチツェ以西は323号線から、チェシーン以東は320号線に直通する。快速相当の停車駅で運行する。毎年運行している。
2017年は、年4日、一日1本運行であった他、チェシーン止まりであった。2018-2023年度は、年8日、一日1本運行していた。

- オストラヴァの色（普通） 
夏季に年8日、オストラヴァ中央 → スヴィノフ → オパヴァ間に、一日片道1本の運行。うち5日は、2本運行する。スヴィノフ以東は270号線と直通する。321号線内は快速相当の停車駅となる。毎年運行している。
2017年は年4日、一日1本の運行であった。2018-2023年度は、年8日、一日1本運行していた。

- NATOの日号（普通） 
秋に年2日、オストラヴァ空港 - スヴィノフ - オパヴァ間に、一日1往復の運行。スヴィノフ以南は270号線と直通する。321号線内は快速相当の停車駅となる。2017,18年運行。

- ホッケー世界選手権2024号：　コシツェ/ブラチスラヴァ - チャッツァ - ヴィートコヴィツェ　【2024年5月、7日間運行】
2024年度に限り、年7日間のみ運行していた。種別はエクスプレス(Ex)。チェシーン以東は320号線に直通し、ヴィートコヴィツェからチャッツァまでノンストップであった。

### 過去の運転種別
- 超特急「スーパーシティ(SuperCity)
  - プラハ - オストラヴァ - チェシーン - コシツェ
2017,18年度に、一日1往復運行していた。323号線経由でオストラヴァ・プラハ方面に乗り入れていた。オストラヴァ本駅 - チェシーン間ノンストップ。
- 超特急「LEOエクスプレス(LE)」
プラハ→オストラヴァ→チェスキー・チェシーン→コシツェの系統で、一日片道1本のみ運行していたが、2015年12月以降ボフミーンを経由する様になり、321号線を経由しなくなった。
- 超特急「ユーロシティ(EC)」
2017,18年度に運行。プラハ - オストラヴァ - チェシーン - コシツェの系統で、「ロハーチェ」号が週1往復運行していた。323号線経由でオストラヴァ・プラハ方面に乗り入れていた。オストラヴァ本駅 - チェシーン間ノンストップ。
2015年以前は、現在のレギオジェット(RJ)の一部がユーロシティとして運行していた。

## 駅一覧
以下では、チェコ国鉄321号線の駅と営業キロ、停車列車、接続路線などを一覧表で示す。
- 種別
  - IC：超特急「インターシティ」
  - RJ：超特急「レギオジェット」
  - R：特急
  - Sp：快速
  - Os：普通
- 停車駅
  - ■印：全列車停車
  - ●印：一部通過
  - ○印：一部停車
  - ｜印：全列車通過

### 321号線本線（チェシーン - オストラヴァ・ヴィートコヴィツェ - オパヴァ）
| 路線名 | 駅名                                             | 駅間営業キロ | 累計営業キロ       | 累計営業キロ       | RJ | Sp | Os | 接続路線                                                        | 所在地                 | 所在地         |
| ------ | ------------------------------------------------ | ------------ | ------------------ | ------------------ | -- | -- | -- | --------------------------------------------------------------- | ---------------------- | -------------- |
| 320    | チェスキー・チェシーン駅                         | -            | チェシーンから 0.0 |                    | ■  | ■  | ■  | 320号線（モスティ方面） 322号線（チェシン方面、フリーデク方面） | モラヴィア・スレスコ州 | カルヴィナー郡 |
| 321    | ホチェブズ駅                                     | 4.6          | 4.6                |                    | ｜ | ｜ | ■  | 320号線（オストラヴァ方面）                                     | モラヴィア・スレスコ州 | カルヴィナー郡 |
| 321    | アレブレヒチツェ・ウ・チェスケーホ・チェシーナ駅 | 6.1          | 10.7               |                    | ｜ | ■  | ■  |                                                                 | モラヴィア・スレスコ州 | カルヴィナー郡 |
| 321    | ホルニー・スハー駅                               | 2.6          | 13.3               |                    | ｜ | ■  | ■  |                                                                 | モラヴィア・スレスコ州 | カルヴィナー郡 |
| 321    | ハヴィールジョフ・スハー駅                       | 2.0          | 15.3               |                    | ｜ | ■  | ■  |                                                                 | モラヴィア・スレスコ州 | カルヴィナー郡 |
| 321    | ハヴィールジョフ中央駅(*1)                       | 1.7          | 17.0               |                    | ｜ | ■  | ■  |                                                                 | モラヴィア・スレスコ州 | カルヴィナー郡 |
| 321    | ハヴィールジョフ駅                               | 2.1          | 19.1               |                    | ■  | ■  | ■  |                                                                 | モラヴィア・スレスコ州 | カルヴィナー郡 |
| 321    | シェノフ駅                                       | 3.5          | 22.6               |                    | ｜ | ○  | ■  |                                                                 | モラヴィア・スレスコ州 | オストラヴァ郡 |
| 321    | オストラヴァ・バルトヴィツェ駅                   | 2.3          | 24.9               |                    | ｜ | ｜ | ■  |                                                                 | モラヴィア・スレスコ州 | オストラヴァ郡 |
| 321    | オストラヴァ・クンチツェ駅                       | 4.3          | 29.2               |                    | ｜ | ●  | ■  | 323号線（オストラヴァ方面、フレンシタート方面）                 | モラヴィア・スレスコ州 | オストラヴァ郡 |
| 321    | オストラヴァ・ヴィートコヴィツェ駅               | 4.8          | 34.0               |                    |    | ■  | ■  |                                                                 | モラヴィア・スレスコ州 | オストラヴァ郡 |
| 321    | オストラヴァ・ザーブルジェフ駅（未開業）         |              |                    |                    |    | ｜ | ｜ |                                                                 | モラヴィア・スレスコ州 | オストラヴァ郡 |
| 321    | オストラヴァ・スヴィノフ駅                       | 7.4          | 41.4               | ウィーンから 261.9 | ■  | ■  | ■  | 271号線（ワルシャワ方面、プラハ方面） 316号線（オパヴァ方面）   | モラヴィア・スレスコ州 | オストラヴァ郡 |

(*1): 2017年10月16日開業。

### クンチツェ - オストラヴァ市街 - スヴィノフ間
| 路線名 | 駅名                         | 駅間営業キロ | 累計営業キロ | RJ | R | Sp | 接続路線                                                   | 所在地                 | 所在地         |
| ------ | ---------------------------- | ------------ | ------------ | -- | - | -- | ---------------------------------------------------------- | ---------------------- | -------------- |
| 323    | オストラヴァ・クンチツェ駅   |              | 0.0          | ｜ |   | ■  | チェシーン方面、オパヴァ方面 323号線（フリードラント方面） | モラヴィア・スレスコ州 | オストラヴァ郡 |
| 323    | オストラヴァ中央駅           |              | 4.8          | ｜ | ■ | ■  |                                                            | モラヴィア・スレスコ州 | オストラヴァ郡 |
| 323    | オストラヴァ・ストドルニー駅 |              | 5.6          | ●  | ■ | ■  |                                                            | モラヴィア・スレスコ州 | オストラヴァ郡 |
| 271    | オストラヴァ本駅             |              | 7.8          | ■  | ■ | ■  | 271号線（ワルシャワ方面）                                  | モラヴィア・スレスコ州 | オストラヴァ郡 |
| 271    | オストラヴァ・スヴィノフ駅   |              | 13.2         | ■  | ■ | ■  | オパヴァ方面、271号線（プラハ方面）                        | モラヴィア・スレスコ州 | オストラヴァ郡 |